# هانسون هورسي
هانسون هورسي (بالإنجليزية: Hanson Horsey)‏ هو لاعب كرة قاعدة أمريكي، ولد في 26 نوفمبر 1889 في غالينا في الولايات المتحدة، وتوفي في 1 ديسمبر 1949 في ميلنغتون في الولايات المتحدة.

## وصلات خارجية
- هانسون هورسي على موقعبيزبول رفرنس.كوم (الدوري الرئيسي) (الإنجليزية)
- هانسون هورسي على موقعبيزبول رفرنس.كوم (الدوري الثانوي) (الإنجليزية)